# Ingram (Wisconsin)
Ingram és una població dels Estats Units a l'estat de Wisconsin. Segons el cens del 2000 tenia 76 habitants.

## Demografia
Segons el cens del 2000, Ingram tenia 76 habitants, 32 habitatges, i 20 famílies. La densitat de població era de 29,6 habitants per km².
Dels 32 habitatges en un 31,3% hi vivien nens de menys de 18 anys, en un 50% hi vivien parelles casades, en un 9,4% dones solteres, i en un 37,5% no eren unitats familiars. En el 34,4% dels habitatges hi vivien persones soles el 21,9% de les quals corresponia a persones de 65 anys o més que vivien soles. El nombre mitjà de persones vivint en cada habitatge era de 2,38 i el nombre mitjà de persones que vivien en cada família era de 3,1.
Per edats la població es repartia de la següent manera: un 27,6% tenia menys de 18 anys, un 9,2% entre 18 i 24, un 30,3% entre 25 i 44, un 18,4% de 45 a 60 i un 14,5% 65 anys o més.
L'edat mediana era de 36 anys. Per cada 100 dones de 18 o més anys hi havia 103,7 homes.
Cap de les famílies estaven per davall del llindar de pobresa.

## Poblacions més properes
El següent diagrama mostra les poblacions més properes.